# Ferula samariae
Ferula samariae är en flockblommig växtart som beskrevs av Michael Zohary och Peter Hadland Davis. Ferula samariae ingår i släktet stinkflokesläktet, och familjen flockblommiga växter. Inga underarter finns listade i Catalogue of Life.